# 米莉察·西米克
米莉察·西米克（1993年7月14日—），塞爾維亞女子羽毛球運動員。

## 簡歷
2015年6月，米莉察·西米克代表塞爾維亞參加在阿塞拜疆巴庫舉行的歐洲運動會羽毛球比賽。